# Mamman Nour
Mamman Nour, né dans les années 1970, est un djihadiste tchadien.

## Biographie
Le passé de Mamman Nour est peu connu, il est probablement issu de la communauté des Arabes du Tchad. Il pourrait être aussi Camerounais, mais il serait cependant né au Nigeria.
Il étudie la théologie à l'université de Kano, où il rencontre Mohamed Yusuf et Abubakar Shekau. Au cours des années 2000, il est un proche confident du prédicateur Mohamed Yusuf, le fondateur de Boko Haram.
Après le début de l'insurrection de Boko Haram en 2009, il voyage et noue des contacts avec AQMI, les shebabs de Somalie et le Groupe islamique combattant en Libye,,.
En 2011, il organise l'attentat d'Abuja contre une représentation des Nations unies,,.
En 2012, il se brouille avec Abubakar Shekau, en lui reprochant notamment ses exactions contre les populations, et quitte Boko Haram pour rejoindre Ansaru,.
En 2015, après l'allégeance de Boko Haram à l'État islamique, il se rapproche d'Abou Mosab al-Barnaoui. Ils contestent alors l'autorité de Shekau et recrutent des partisans dans la région du Lac Tchad.
Le 6 avril 2016, Mamma Nour perd une oreille au cours d'un raid aérien.
Le 2 août 2016, l'État islamique présente Abou Mosab al-Barnaoui comme étant le chef de ses forces en Afrique de l'Ouest et destitue Abubakar Shekau. Mamman Nour devient alors le bras droit d'Abou Mosab al-Barnaoui au sein de l'État islamique en Afrique de l'Ouest,.
En août 2018, Mamman Nour aurait été exécuté par d'autres membres de l'État islamique en Afrique de l'Ouest selon des médias nigérians,,. Incarnant la tendance la moins radicale du groupe, il aurait été accusé par les plus extrémistes d'être trop proche de l'État nigérian ou d'avoir libéré les jeunes filles enlevées à Dapchi sans obtenir de rançon ou bien de l'avoir détournée,,,. 